# Pin-Balma
Pin-Balma est une commune française située dans le nord-est du département de la Haute-Garonne en région Occitanie.
Sur le plan historique et culturel, la commune est dans le Pays toulousain, qui s’étend autour de Toulouse le long de la vallée de la Garonne, bordé à l’ouest par les coteaux du Savès, à l’est par ceux du Lauragais et au sud par ceux de la vallée de l’Ariège et du Volvestre. Exposée à un climat océanique altéré, elle est drainée par la Seillonne, le ruisseau de Gazel et par divers autres petits cours d'eau.
Pin-Balma est une commune urbaine qui compte 1 029 habitants en 2022, après avoir connu une forte hausse de la population depuis 1968. Elle fait partie de l'aire d'attraction de Toulouse. Ses habitants sont appelés les Pin-Balmanais ou  Pin-Balmanaises.

## Géographie

### Localisation
La commune de Pin-Balma se trouve dans le département de la Haute-Garonne, en région Occitanie.
Sur le plan historique et culturel, Pin-Balma fait partie du pays toulousain, une ceinture de plaines fertiles entrecoupées de bosquets d'arbres, aux molles collines semées de fermes en briques roses, inéluctablement grignotée par l'urbanisme des banlieues.
Elle se situe à 8 km à vol d'oiseau de Toulouse, préfecture du département
La commune fait en outre partie du bassin de vie de Toulouse.
Les communes les plus proches sont : 
Montrabé (1,9 km), Mondouzil (2,0 km), Beaupuy (2,8 km), Balma (3,3 km), Mons (3,8 km), Rouffiac-Tolosan (4,2 km), Flourens (4,2 km), Quint-Fonsegrives (4,7 km).
Pin-Balma est limitrophe de cinq autres communes.
|       | Montrabé  | Mondouzil |
| Balma | Pin-Balma | Mons      |
|       | Flourens  |           |

### Géologie et relief
La superficie de la commune est de 663 hectares (6.63 km²) ; son altitude varie de 144  à   231 mètres.

### Hydrographie

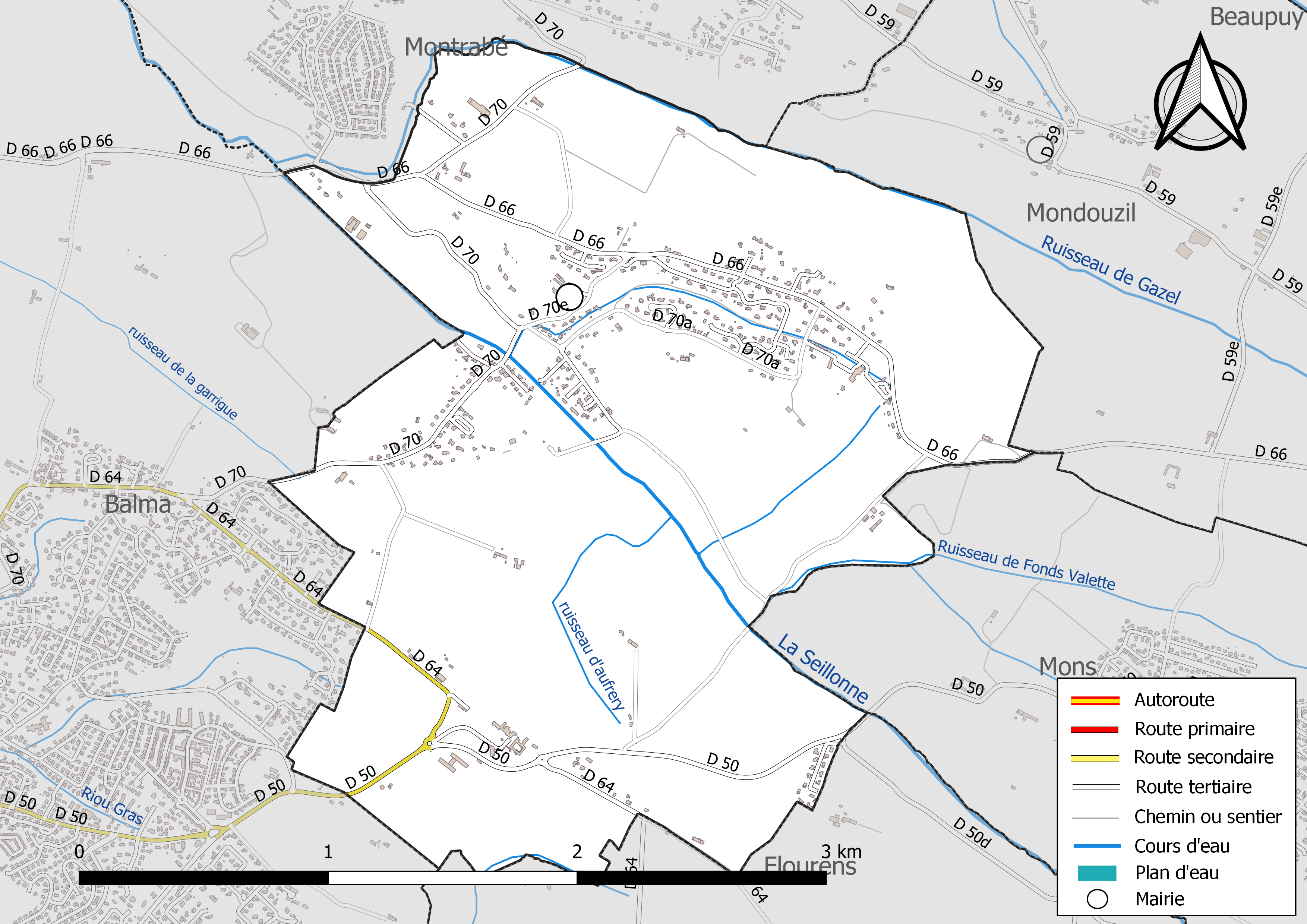
Réseaux hydrographique et routier de Pin-Balma.

La commune est dans le bassin de la Garonne, au sein du bassin hydrographique Adour-Garonne. Elle est drainée par la Seillonne, le ruisseau de Gazel, le ruisseau d'aufrery, le ruisseau de Fonds Valette, le ruisseau de la garrigue et par divers petits cours d'eau, constituant un réseau hydrographique de 9 km de longueur totale,.
La Seillonne, d'une longueur totale de 24,1 km, prend sa source dans la commune de Caraman et s'écoule du sud-est vers le nord-ouest. Elle traverse la commune et se jette dans la Sausse à L'Union, après avoir traversé 11 communes.

### Climat
Pour des articles plus généraux, voir Climat de l'Occitanie et Climat de la Haute-Garonne.
En 2010, le climat de la commune est de type climat du Bassin du Sud-Ouest, selon une étude s'appuyant sur une série de données couvrant la période 1971-2000. En 2020, Météo-France publie une typologie des climats de la France métropolitaine dans laquelle la commune est exposée à un climat océanique altéré et est dans la région climatique Aquitaine, Gascogne, caractérisée par une pluviométrie abondante au printemps, modérée en automne, un faible ensoleillement au printemps, un été chaud (19,5 °C), des vents faibles, des brouillards fréquents en automne et en hiver et des orages fréquents en été (15 à 20 jours).
Pour la période 1971-2000, la température annuelle moyenne est de 13,3 °C, avec une amplitude thermique annuelle de 15,9 °C. Le cumul annuel moyen de précipitations est de 722 mm, avec 9,1 jours de précipitations en janvier et 5,4 jours en juillet. Pour la période 1991-2020, la température moyenne annuelle observée sur la station météorologique la plus proche, située sur la commune de Blagnac à 11 km à vol d'oiseau, est de 14,2 °C et le cumul annuel moyen de précipitations est de 627,0 mm,. Pour l'avenir, les paramètres climatiques de la commune estimés pour 2050 selon différents scénarios d’émission de gaz à effet de serre sont consultables sur un site dédié publié par Météo-France en novembre 2022.

### Milieux naturels et biodiversité
Aucun espace naturel présentant un intérêt patrimonial n'est recensé sur la commune dans l'inventaire national du patrimoine naturel,,.

## Urbanisme

### Typologie
Au 1er janvier 2024, Pin-Balma est catégorisée ceinture urbaine, selon la nouvelle grille communale de densité à sept niveaux définie par l'Insee en 2022.
Elle est située hors unité urbaine. Par ailleurs la commune fait partie de l'aire d'attraction de Toulouse, dont elle est une commune de la couronne,. Cette aire, qui regroupe 527 communes, est catégorisée dans les aires de 700 000 habitants ou plus (hors Paris),.

### Occupation des sols

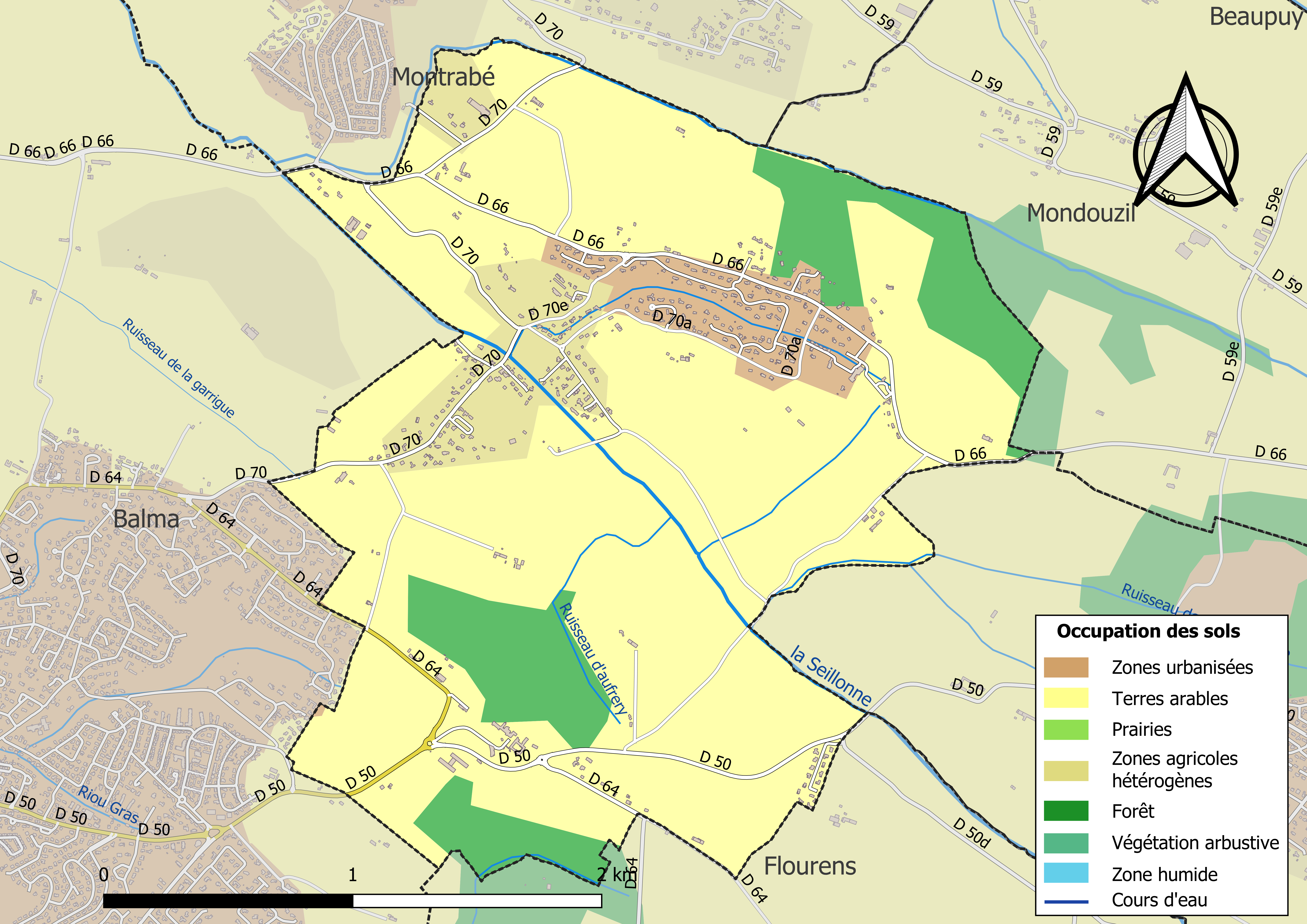
Carte des infrastructures et de l'occupation des sols de la commune en 2018 (CLC).

L'occupation des sols de la commune, telle qu'elle ressort de la base de données européenne d’occupation biophysique des sols Corine Land Cover (CLC), est marquée par l'importance des territoires agricoles (75,7 % en 2018), en diminution par rapport à 1990 (87,5 %). La répartition détaillée en 2018 est la suivante : 
terres arables (74,3 %), forêts (12,5 %), zones urbanisées (11,9 %), zones agricoles hétérogènes (1,3 %). L'évolution de l’occupation des sols de la commune et de ses infrastructures peut être observée sur les différentes représentations cartographiques du territoire : la carte de Cassini (XVIIIe siècle), la carte d'état-major (1820-1866) et les cartes ou photos aériennes de l'IGN pour la période actuelle (1950 à aujourd'hui).

### Voies de communication et transports

#### Voies de communication
Accès par le Périphérique de Toulouse, sorties  15,  16 (en traversant Balma) ou  17.

#### Transports
La ligne 101 du réseau Tisséo relie le nord de la commune à la station Balma - Gramont du métro de Toulouse depuis Mondouzil, la ligne 102 relie le centre de la commune à la station Balma - Gramont depuis Drémil-Lafage, la ligne 103 relie le sud de la commune à la station Balma - Gramont depuis Drémil-Lafage également, la ligne 106 dessert la commune en soirée sur réservation depuis la station Balma - Gramont, la ligne 381 du réseau Arc-en-Ciel relie le centre de la commune à la station Balma - Gramont depuis Le Faget.

### Risques majeurs
Le territoire de la commune de Pin-Balma est vulnérable à différents aléas naturels : météorologiques (tempête, orage, neige, grand froid, canicule ou sécheresse), inondations et séisme (sismicité très faible). Un site publié par le BRGM permet d'évaluer simplement et rapidement les risques d'un bien localisé soit par son adresse soit par le numéro de sa parcelle.
Certaines parties du territoire communal sont susceptibles d’être affectées par le risque d’inondation par débordement de cours d'eau, notamment la Seillonne. La commune a été reconnue en état de catastrophe naturelle au titre des dommages causés par les inondations et coulées de boue survenues en 1982, 1991, 1992, 1999 et 2009,.

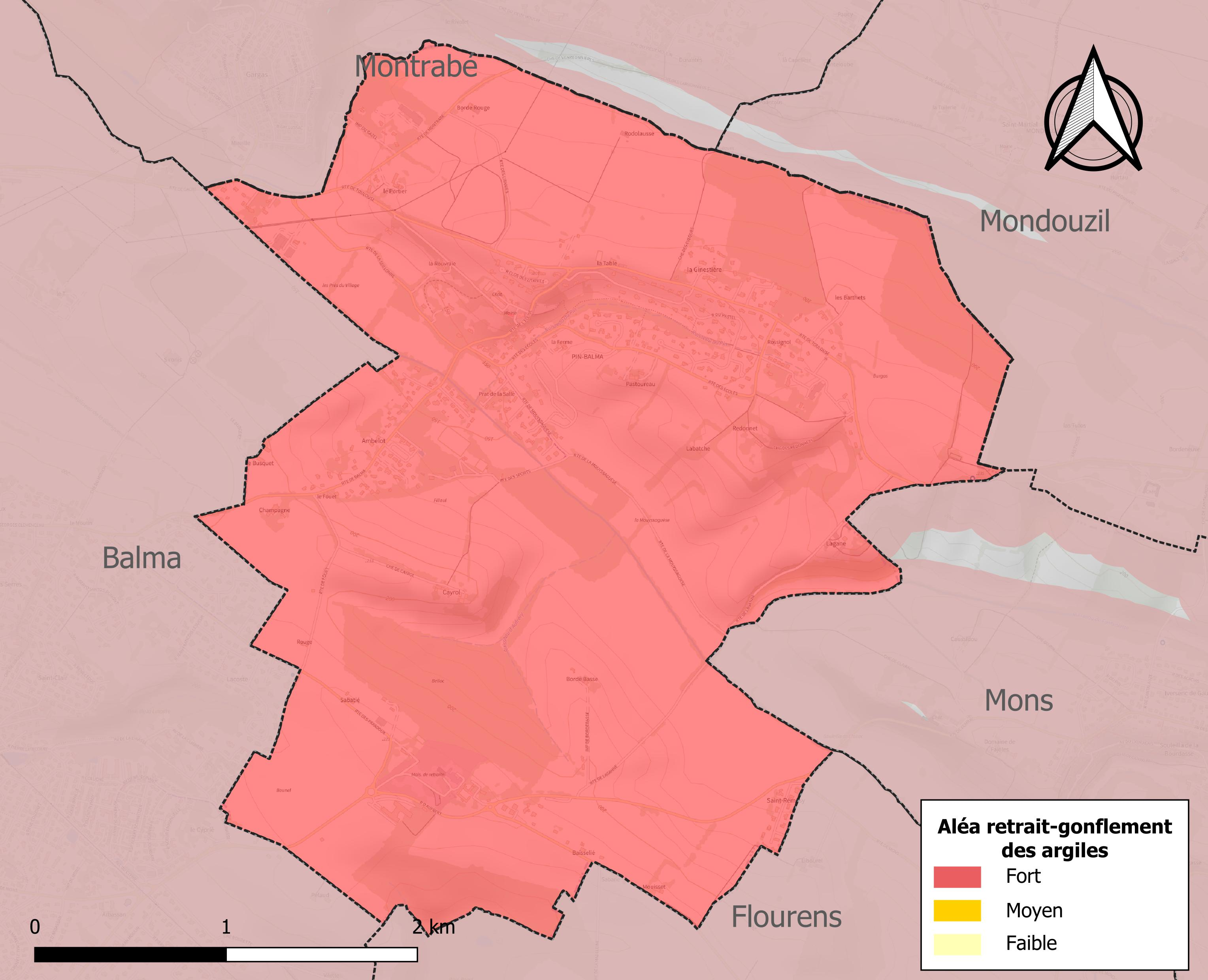
Carte des zones d'aléa retrait-gonflement des sols argileux de Pin-Balma.

Le retrait-gonflement des sols argileux est susceptible d'engendrer des dommages importants aux bâtiments en cas d’alternance de périodes de sécheresse et de pluie. La totalité de la commune est en aléa moyen ou fort (88,8 % au niveau départemental et 48,5 % au niveau national). Sur les 327 bâtiments dénombrés sur la commune en 2019, 327 sont en aléa moyen ou fort, soit 100 %, à comparer aux 98 % au niveau départemental et 54 % au niveau national. Une cartographie de l'exposition du territoire national au retrait gonflement des sols argileux est disponible sur le site du BRGM,.
Par ailleurs, afin de mieux appréhender le risque d’affaissement de terrain, l'inventaire national des cavités souterraines permet de localiser celles situées sur la commune.
Concernant les mouvements de terrains, la commune a été reconnue en état de catastrophe naturelle au titre des dommages causés par la sécheresse en 1997, 2002, 2003, 2011, 2017 et 2019 et par des mouvements de terrain en 1999.

## Politique et administration

### Administration municipale
Le nombre d'habitants au recensement de 2017 étant compris entre 500 habitants et 1 499 habitants, le nombre de membres du conseil municipal pour l'élection de 2020 est de quinze,.

### Rattachements administratifs et électoraux
La commune fait partie de la troisième circonscription de la Haute-Garonne de Toulouse Métropole et du Canton de Toulouse-10.

### Liste des maires
| Période                                  | Période  | Identité                 | Étiquette | Qualité |
| ---------------------------------------- | -------- | ------------------------ | --------- | --- |
| 1906                                     | 1908     | Jean Paul Augustin Ducap |           | |
| 1908                                     | 1910     | Gabriel Nazair-Blanc     |           | |
| 1910                                     | 1912     | Symphorien Marque        |           | |
| 1912                                     | 1947     | Augustin Ducap           |           | Docteur en droit, Président de l'Association des Maires de Haute-Garonne Nommé conseiller départemental en 1943 |
| 1947                                     | 1971     | Marius Lacroix           |           | |
| 1971                                     | 1992     | Armand Ducap             | UDR       | Chargé de cours à l'Ecole Nationale Supérieure agronomique de Toulouse Adjoint au maire de Toulouse (1959-1965) Conseiller général du canton de Toulouse-2 (1973-1988) Conseiller régional (1986-1992) Député (1962 et 1963-1967) |
| 1992                                     | 2020     | Jacques Diffis           | SE.       | Artisan |
| 2020                                     | En cours | Gil Bezerra              | SE        | Ingénieur chargé d'affaires |
| Les données manquantes sont à compléter. |          |                          |           | |

## Population et société

### Démographie
L'évolution du nombre d'habitants est connue à travers les recensements de la population effectués dans la commune depuis 1793. Pour les communes de moins de 10 000 habitants, une enquête de recensement portant sur toute la population est réalisée tous les cinq ans, les populations de référence des années intermédiaires étant quant à elles estimées par interpolation ou extrapolation. Pour la commune, le premier recensement exhaustif entrant dans le cadre du nouveau dispositif a été réalisé en 2005.

En 2022, la commune comptait 1 029 habitants, en évolution de +14,84 % par rapport à 2016 (Haute-Garonne : +8,02 %, France hors Mayotte : +2,11 %).
| 1793 | 1800 | 1806 | 1821 | 1831 | 1836 | 1841 | 1846 | 1851 |
| ---- | ---- | ---- | ---- | ---- | ---- | ---- | ---- | ---- |
| 191  | 203  | 182  | 187  | 198  | 501  | 209  | 216  | 226  |

| 1856 | 1861 | 1866 | 1872 | 1876 | 1881 | 1886 | 1891 | 1896 |
| ---- | ---- | ---- | ---- | ---- | ---- | ---- | ---- | ---- |
| 191  | 194  | 213  | 225  | 229  | 231  | 220  | 205  | 188  |

| 1901 | 1906 | 1911 | 1921 | 1926 | 1931 | 1936 | 1946 | 1954 |
| ---- | ---- | ---- | ---- | ---- | ---- | ---- | ---- | ---- |
| 181  | 171  | 182  | 167  | 177  | 153  | 148  | 243  | 268  |

| 1962 | 1968 | 1975 | 1982 | 1990 | 1999 | 2005 | 2006 | 2010 |
| ---- | ---- | ---- | ---- | ---- | ---- | ---- | ---- | ---- |
| 302  | 284  | 383  | 636  | 678  | 655  | 914  | 933  | 887  |

| 2015 | 2020 | 2022  | - | - | - | - | - | - |
| ---- | ---- | ----- | - | - | - | - | - | - |
| 903  | 954  | 1 029 | - | - | - | - | - | - |

| selon la population municipale des années : | 1968 | 1975 | 1982 | 1990 | 1999 | 2006 | 2009 | 2013 |
| Rang de la commune dans le département      | 255  | 210  | 163  | 165  | 177  | 161  | 169  | 169  |
| Nombre de communes du département           | 592  | 582  | 586  | 588  | 588  | 588  | 589  | 589  |

### Enseignement
Pin-Balma fait partie de l'académie de Toulouse.
L'éducation est assurée sur la commune voisine de Balma pour les classes de maternelle, primaire et collège.

### Santé

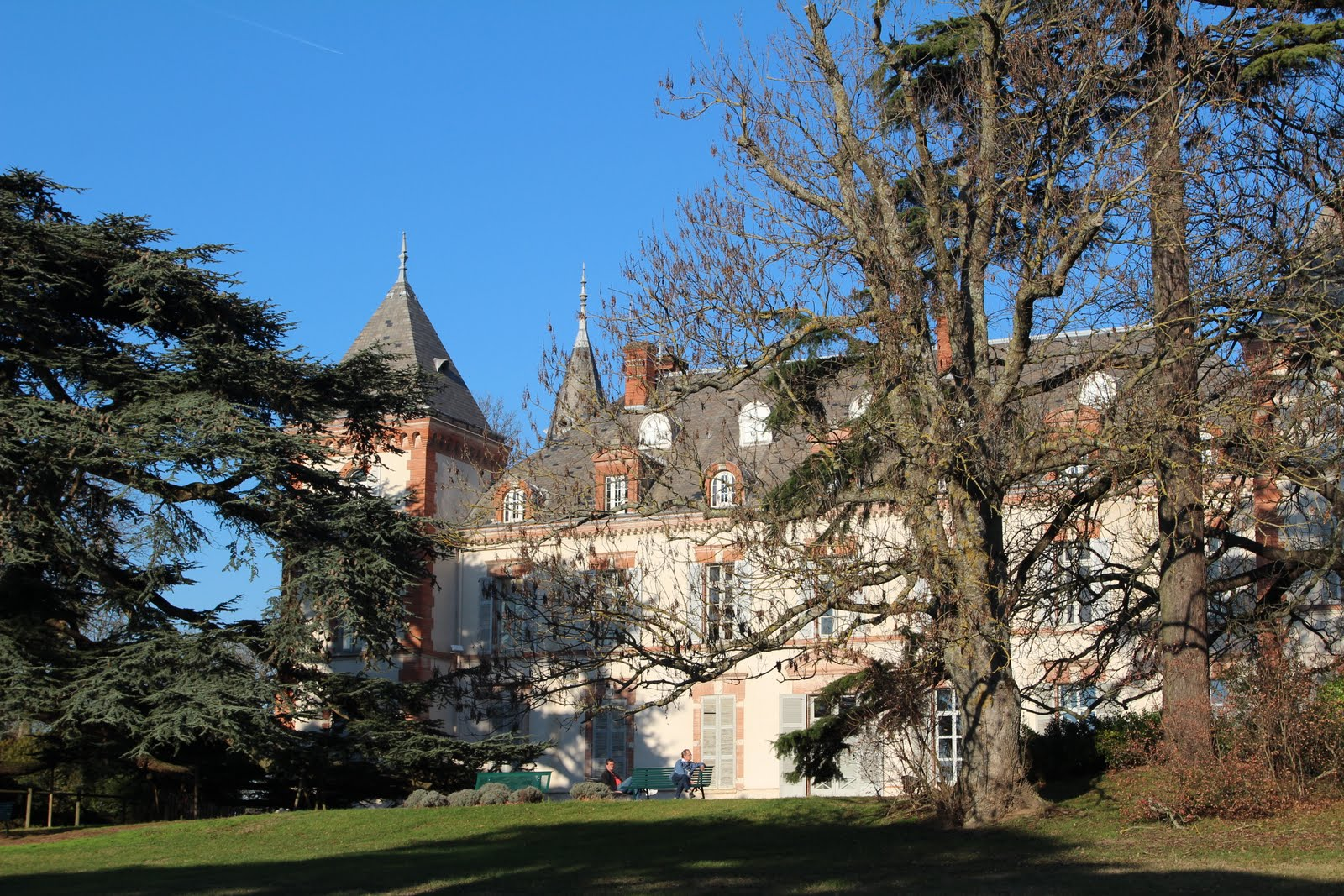
Château d'Aufréry

Clinique d'Aufrery (clinique psychiatrique). Maison de retraite La Seillonne.

### Culture et festivité
Fête locale (fin juin), Vide-greniers (fin septembre), Médiathèque,

### Activités sportives
Tennis, football, pétanque, trois centres équestres, sentiers pédestres.

### Écologie et recyclage
La collecte et le traitement des déchets des ménages et des déchets assimilés ainsi que la protection et la mise en valeur de l'environnement se font dans le cadre de la métropole de Toulouse Métropole.

## Économie

### Revenus
En 2018  (données Insee publiées en septembre 2021), la commune compte 351 ménages fiscaux, regroupant 945 personnes. La médiane du revenu disponible par unité de consommation est de 34 140 € (23 140 € dans le département).

### Emploi
|                | 2008  | 2013  | 2018  |
| -------------- | ----- | ----- | ----- |
| Commune        | 4,1 % | 7,3 % | 4 %   |
| Département    | 7,7 % | 9,6 % | 9,3 % |
| France entière | 8,3 % | 10 %  | 10 %  |

En 2018, la population âgée de 15 à 64 ans s'élève à 558 personnes, parmi lesquelles on compte 74,7 % d'actifs (70,7 % ayant un emploi et 4 % de chômeurs) et 25,3 % d'inactifs,. Depuis 2008, le taux de chômage communal (au sens du recensement) des 15-64 ans est inférieur à celui de la France et du département.
La commune fait partie de la couronne de l'aire d'attraction de Toulouse, du fait qu'au moins 15 % des actifs travaillent dans le pôle,. Elle compte 210 emplois en 2018, contre 184 en 2013 et 133 en 2008. Le nombre d'actifs ayant un emploi résidant dans la commune est de 399, soit un indicateur de concentration d'emploi de 52,7 % et un taux d'activité parmi les 15 ans ou plus de 53,8 %.
Sur ces 399 actifs de 15 ans ou plus ayant un emploi, 38 travaillent dans la commune, soit 10 % des habitants. Pour se rendre au travail, 84,8 % des habitants utilisent un véhicule personnel ou de fonction à quatre roues, 6,8 % les transports en commun, 4,9 % s'y rendent en deux-roues, à vélo ou à pied et 3,5 % n'ont pas besoin de transport (travail au domicile).

### Activités hors agriculture

#### Secteurs d'activités
91 établissements sont implantés  à Pin-Balma au 31 décembre 2019. Le tableau ci-dessous en détaille le nombre par secteur d'activité et compare les ratios avec ceux du département,.
| Secteur d'activité                                                                                        | Commune | Commune | Département |
| Secteur d'activité                                                                                        | Nombre  | %       | %           |
| --- | ------- | ------- | ----------- |
| Ensemble                                                                                                  | 91      | 100 %   | (100 %)     |
| Industrie manufacturière, industries extractives et autres                                                | 2       | 2,2 %   | (5,7 %)     |
| Construction                                                                                              | 10      | 11 %    | (12 %)      |
| Commerce de gros et de détail, transports, hébergement et restauration                                    | 17      | 18,7 %  | (25,9 %)    |
| Information et communication                                                                              | 2       | 2,2 %   | (4,1 %)     |
| Activités financières et d'assurance                                                                      | 5       | 5,5 %   | (3,8 %)     |
| Activités immobilières                                                                                    | 11      | 12,1 %  | (4,2 %)     |
| Activités spécialisées, scientifiques et techniques et activités de services administratifs et de soutien | 24      | 26,4 %  | (19,8 %)    |
| Administration publique, enseignement, santé humaine et action sociale                                    | 14      | 15,4 %  | (16,6 %)    |
| Autres activités de services                                                                              | 6       | 6,6 %   | (7,9 %)     |

Le secteur des activités spécialisées, scientifiques et techniques et des activités de services administratifs et de soutien est prépondérant sur la commune puisqu'il représente 26,4 % du nombre total d'établissements de la commune (24 sur les 91 entreprises implantées  à Pin-Balma), contre 19,8 % au niveau départemental.

#### Entreprises et commerces
Les cinq entreprises ayant leur siège social sur le territoire communal qui génèrent le plus de chiffre d'affaires en 2020 sont : 
- Aufrery, activités hospitalières (9 864 k€)
- Korian La Seillonne, hébergement médicalisé pour personnes âgées (2 729 k€)
- BMC Compagnie, commerce de gros (commerce interentreprises) d'habillement et de chaussures (851 k€)
- P A Schmidt - Paschmidt, travaux de terrassement courants et travaux préparatoires (382 k€)
- G-Eco, vente à domicile (90 k€)

### Agriculture
La commune est dans le Lauragais, une petite région agricole occupant le nord-est du département de la Haute-Garonne, dont les coteaux portent des grandes cultures en sec avec une dominante blé dur et tournesol. En 2020, l'orientation technico-économique de l'agriculture  sur la commune est la culture de céréales et/ou d'oléoprotéagineuses.
|               | 1988 | 2000 | 2010 | 2020 |
| ------------- | ---- | ---- | ---- | ---- |
| Exploitations | 9    | 8    | 9    | 10   |
| SAU (ha)      | 216  | 140  | 231  | 165  |

Le nombre d'exploitations agricoles en activité et ayant leur siège dans la commune est passé de 9 lors du recensement agricole de 1988  à 8 en 2000 puis à 9 en 2010 et enfin à 10 en 2020, un nombre stable en 22 ans. Sur cette même période, le département a perdu 57 % de ses exploitations,. La surface agricole utilisée sur la commune a également diminué, passant de 216 ha en 1988 à 165 ha en 2020. Parallèlement la surface agricole utilisée moyenne par exploitation a baissé, passant de 24 à 17 ha.

## Culture locale et patrimoine

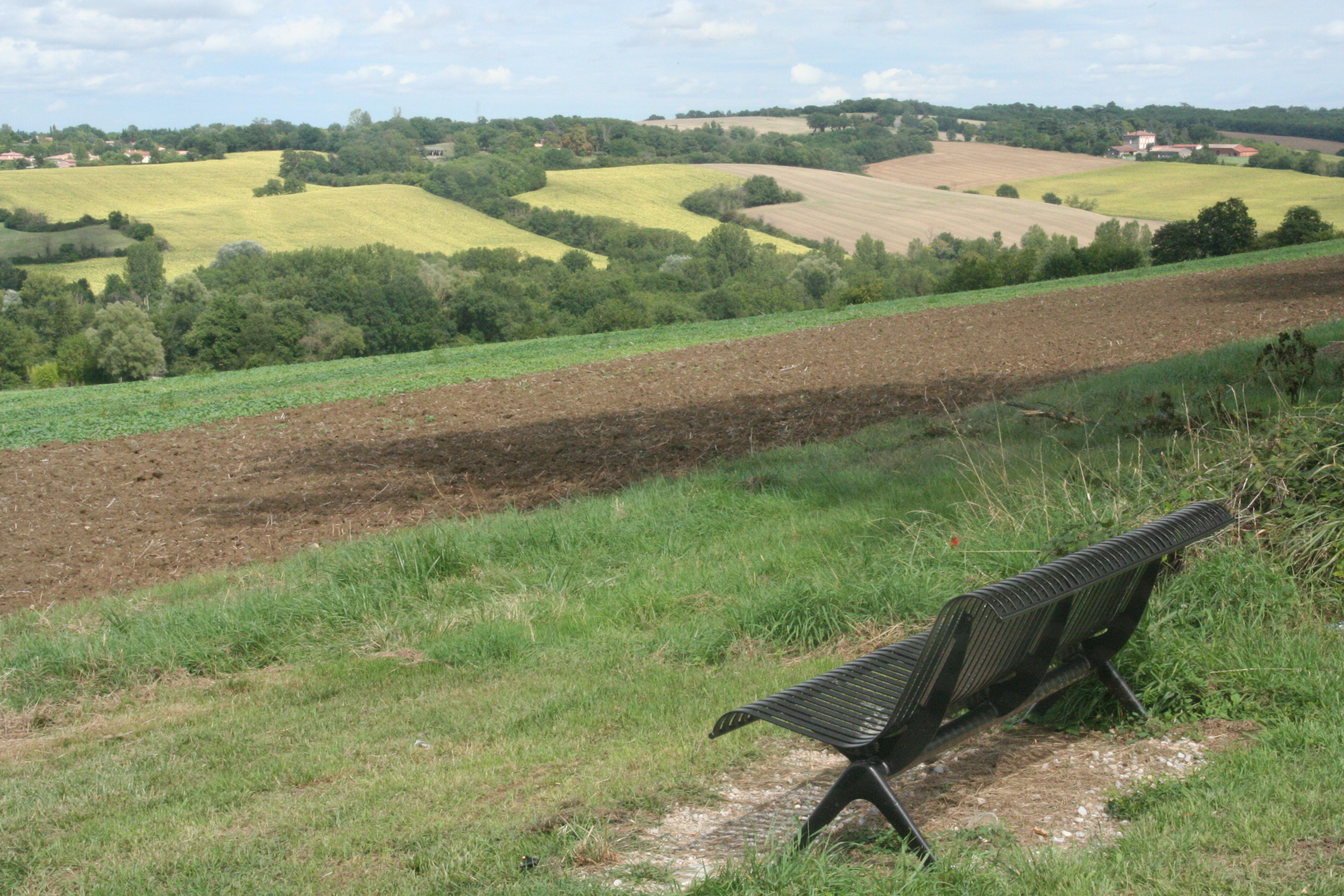

### Lieux et monuments
- Église Saint-Pierre

L’église Saint-Pierre de Pin-Balma est l’une des plus anciennes de l’environnement toulousain et remonte probablement au Xe siècle. Reconstruite à plusieurs reprises, elle subit le pillage des troupes huguenotes en 1570. En 1714, au cours d’un violent orage, la foudre s’abat sur l’église et endommage le clocher et la nef. À l’époque révolutionnaire, une seule des cloches, la plus ancienne, bénite en 1689, est épargnée pour sonner le tocsin. Les deux autres cloches sont descendues en 1793 pour être fondues. Une restauration complète de l’édifice a été effectuée en 2005.

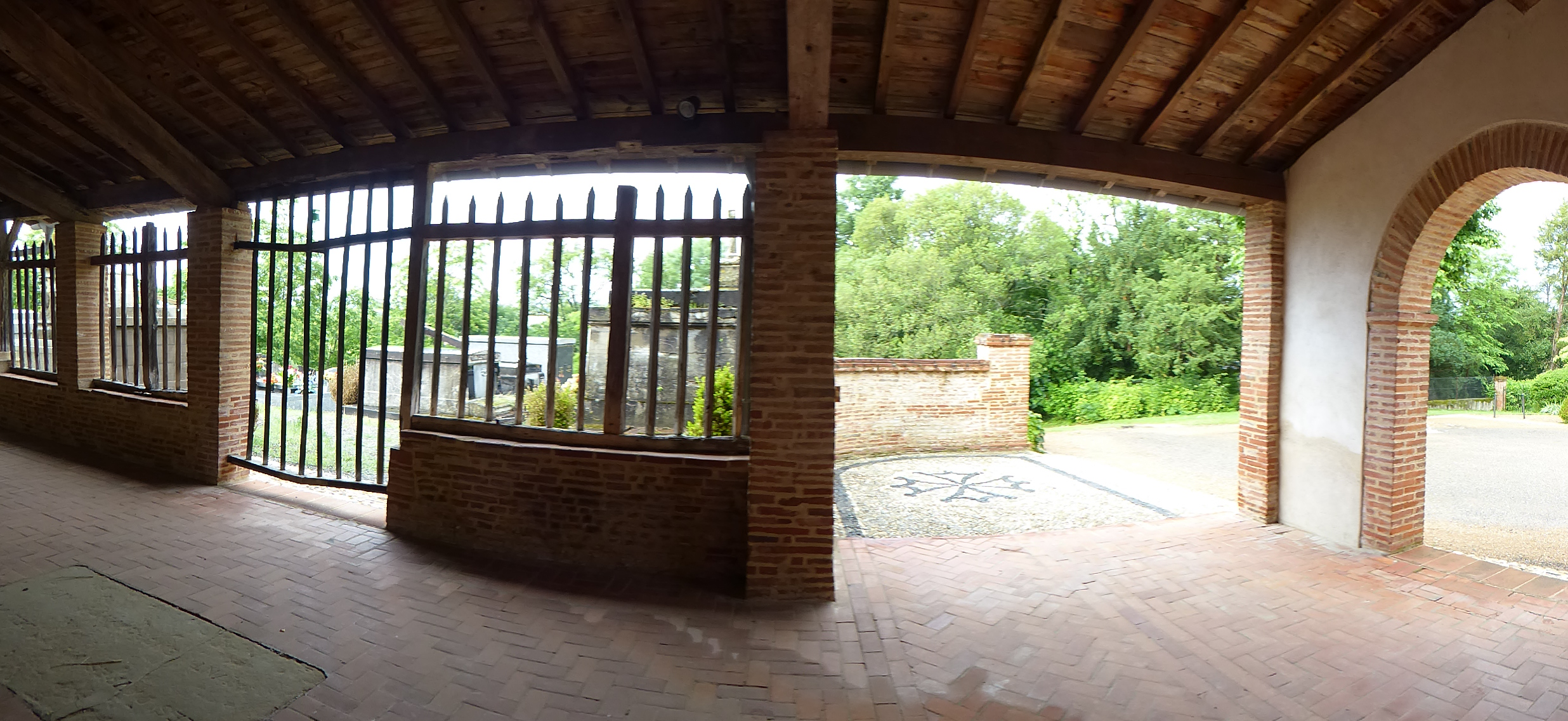
Porche de l'Eglise
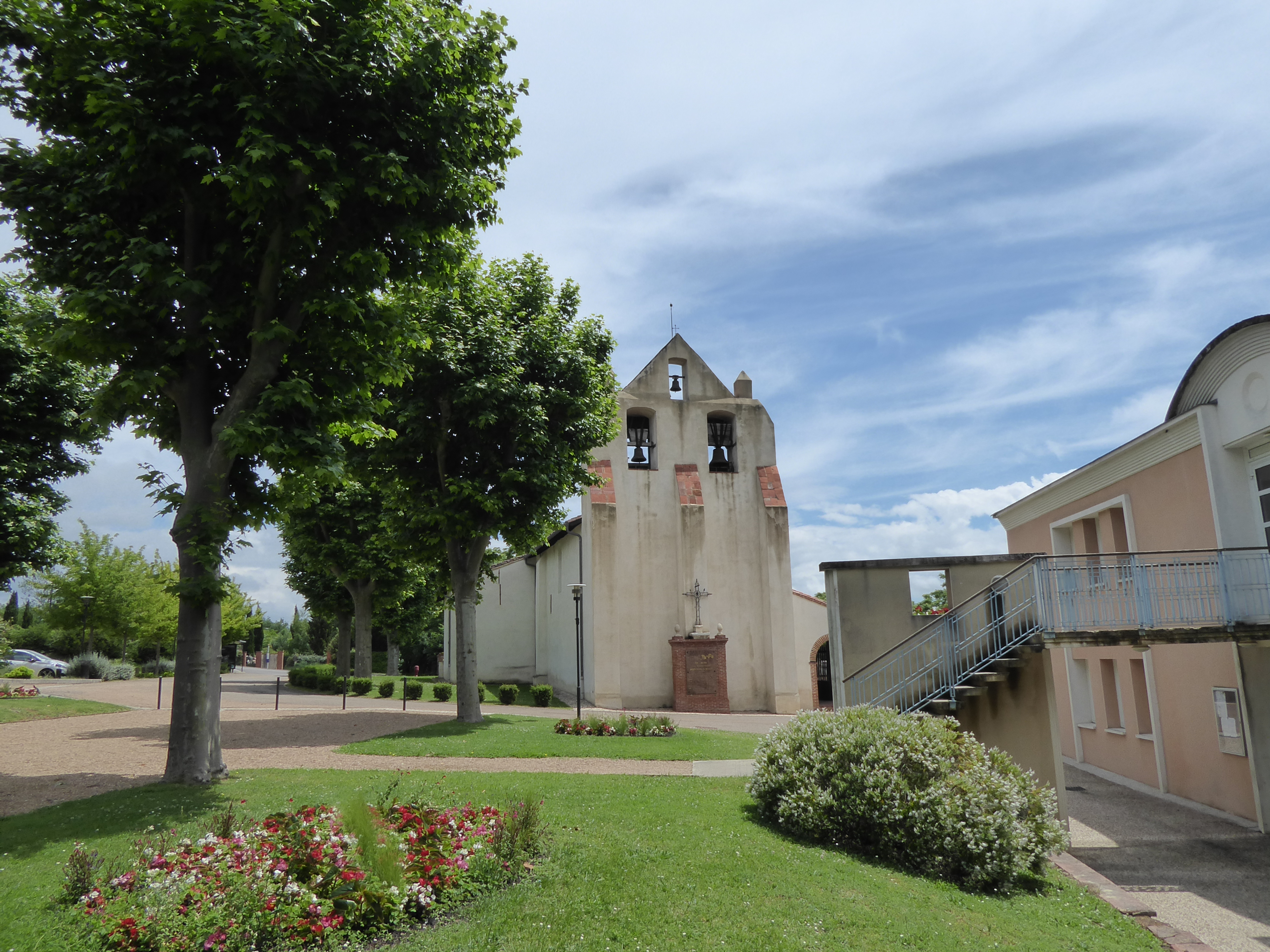
Place de la Mairie
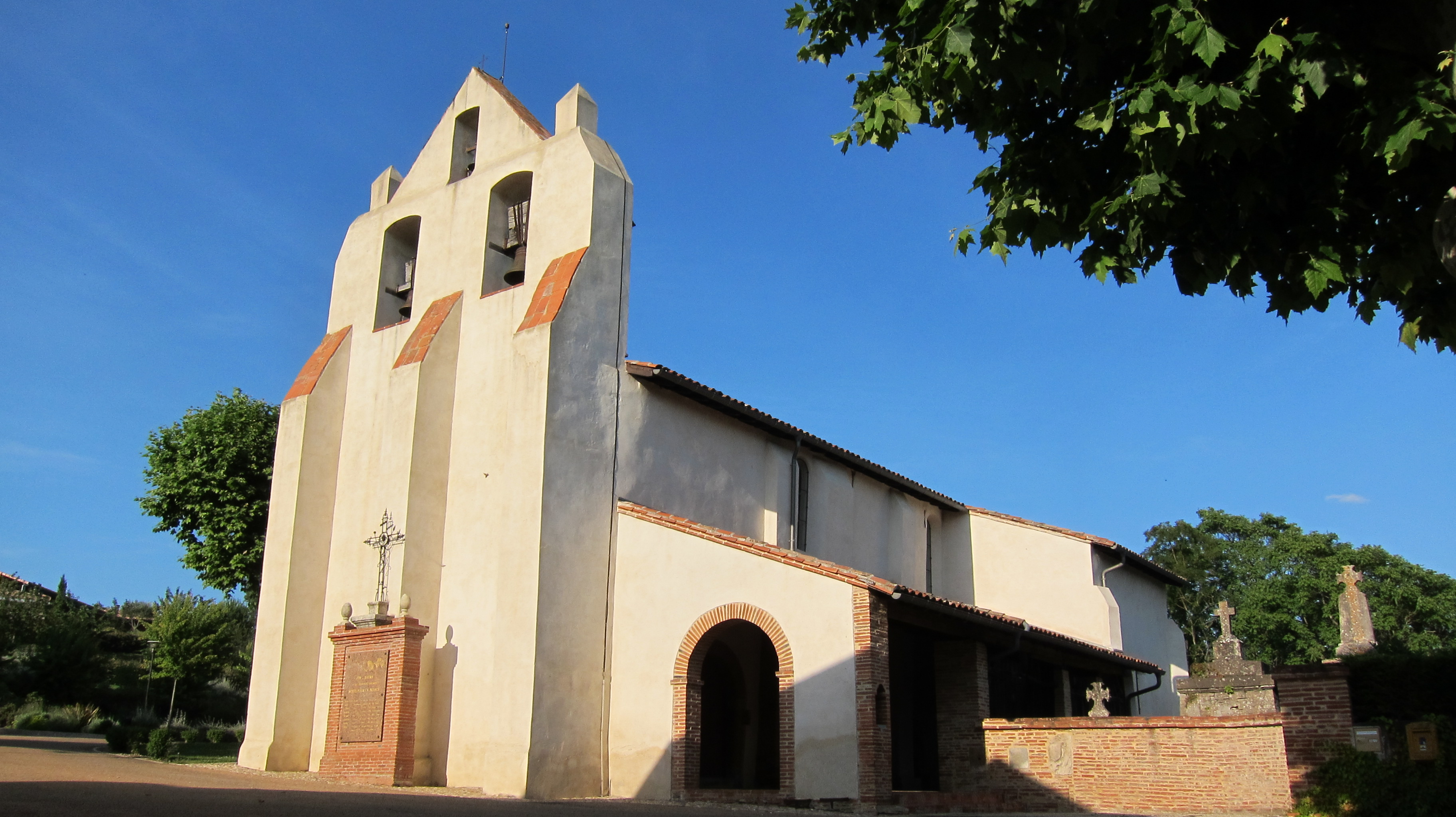
Église Saint-Pierre

- Ancienne école (plus fonctionnelle) - démolie en mai 2019[44].
- Château d'Aufréry

A l’origine une bâtisse fortifiée du XIIIe siècle appelée « Camas », appartenant à la famille Carrière d’Aufréry,  puis en 1862, le château construit par le maréchal Adolphe Niel, avec son parc aux cèdres séculaires. Depuis 1938, devenu clinique psychiatrique après son rachat par le Dr Laboucarié. Actuellement en cours de rénovation pour devenir une résidence service seniors, à la suite du déménagement de la clinique.
- Communauté religieuse d'Aufréry[44]

Recherchant du personnel soignant pour la clinique psychiatrique, le docteur Jean Laboucarié fit appel, par l’intermédiaire de Mademoiselle Niel, aux Franciscaines Missionnaires de Marie, dont l’ordre souhaitait fonder dans la région une nouvelle communauté permettant d’accueillir leurs sœurs âgées ou invalides.En 1948, l’Institut des Franciscaines Missionnaires de Marie achète un parc et une partie des dépendances proches de la clinique. Une sœur, architecte improvisée mais bien inspirée, transforme ce lieu pour y édifier une belle chapelle et un cloître orné des briques roses toulousaines.Les sœurs et le personnel ont quitté le site en juin 2019.
- Laganne

Résidence d’été de Charles Laganne (1722-1789) homme de loi et capitoul, il fut bienfaiteur de Toulouse en améliorant son système d’eau potable  et le Château d'eau.

### Personnalités liées à la commune
- Adolphe Niel, maréchal de France.
- Charles Laganne

## Pour approfondir

#### Site de l'Insee
1. 1 2 3 4  Insee, « Métadonnées de la commune de Pin-Balma ».
2. ↑  « La grille communale de densité », sur insee,fr, 28 mai 2024 (consulté le 27 juin 2024).
3. ↑  « Liste des communes composant l'aire d'attraction de Toulouse », sur insee.fr (consulté le 27 juin 2024).
4. ↑  Marie-Pierre de Bellefon, Pascal Eusebio, Jocelyn Forest, Olivier Pégaz-Blanc et Raymond Warnod (Insee), « En France, neuf personnes sur dix vivent dans l’aire d’attraction d’une ville », sur insee.fr, 21 octobre 2020 (consulté le 27 juin 2024).
5. ↑  « REV T1 - Ménages fiscaux de l'année 2018 à Pin-Balma » (consulté le 2 février 2022).
6. ↑  « REV T1 - Ménages fiscaux de l'année 2018 dans la Haute-Garonne » (consulté le 2 février 2022).
7. 1 2  « Emp T1 - Population de 15 à 64 ans par type d'activité en 2018 à Pin-Balma » (consulté le 2 février 2022).
8. ↑  « Emp T1 - Population de 15 à 64 ans par type d'activité en 2018 dans la Haute-Garonne » (consulté le 2 février 2022).
9. ↑  « Emp T1 - Population de 15 à 64 ans par type d'activité en 2018 dans la France entière » (consulté le 2 février 2022).
10. ↑  « Base des aires d'attraction des villes 2020 », sur site de l'Insee (consulté le 10 avril 2021).
11. ↑  « Emp T5 - Emploi et activité en 2018 à Pin-Balma » (consulté le 2 février 2022).
12. ↑  « ACT T4 - Lieu de travail des actifs de 15 ans ou plus ayant un emploi qui résident dans la commune en 2018 » (consulté le 2 février 2022).
13. ↑  « ACT G2 - Part des moyens de transport utilisés pour se rendre au travail en 2018 » (consulté le 2 février 2022).
14. ↑  « DEN T5 - Nombre d'établissements par secteur d'activité au 31 décembre 2019 à Pin-Balma » (consulté le 12 février 2022).
15. ↑  « DEN T5 - Nombre d'établissements par secteur d'activité au 31 décembre 2019 dans la Haute-Garonne » (consulté le 12 février 2022).

#### Autres sources
1. ↑  Frédéric Zégierman, Le guide des pays de France - Sud, Paris, Fayard, avril 1999 (ISBN 2-213-59961-0), p. 378-379.
2. ↑  Stephan Georg, « Distance entre Pin-Balma et Toulouse », sur fr.distance.to (consulté le 24 août 2021).
3. ↑  « Communes les plus proches de Pin-Balma », sur villorama.com (consulté le 24 août 2021).
4. ↑  Carte IGN sous Géoportail
5. ↑  Répertoire géographique des communes, publié par l'Institut national de l'information géographique et forestière, [lire en ligne].
6. ↑  « Le réseau hydrographique du bassin Adour-Garonne. » [PDF], sur draaf.occitanie.agriculture.gouv.fr (consulté le 5 novembre 2021).
7. ↑  « Fiche communale de Pin-Balma », sur le système d'information pour la gestion des eaux souterraines en Occitanie (consulté le 5 novembre 2021).
8. ↑  Sandre, « la Seillonne »
9. 1 2  Daniel Joly, Thierry Brossard, Hervé Cardot, Jean Cavailhes, Mohamed Hilal et Pierre Wavresky, « Les types de climats en France, une construction spatiale », Cybergéo, revue européenne de géographie - European Journal of Geography, no 501,‎ 18 juin 2010 (DOI 10.4000/cybergeo.23155, lire en ligne, consulté le 21 novembre 2023)
10. ↑  « Zonages climatiques en France métropolitaine. », sur pluiesextremes.meteo.fr (consulté le 21 novembre 2023).
11. ↑  « Orthodromie entre Pin-Balma et Blagnac », sur fr.distance.to (consulté le 21 novembre 2023).
12. ↑  « Station Météo-France « Toulouse-Blagnac » (commune de Blagnac) - fiche climatologique - période 1991-2020 », sur donneespubliques.meteofrance.fr (consulté le 21 novembre 2023).
13. ↑  « Station Météo-France « Toulouse-Blagnac » (commune de Blagnac) - fiche de métadonnées. », sur donneespubliques.meteofrance.fr (consulté le 21 novembre 2023).
14. ↑  « Climadiag Commune : diagnostiquez les enjeux climatiques de votre collectivité. », sur meteofrance.fr, novembre 2022 (consulté le 21 novembre 2023).
15. ↑  « Liste des zones Natura 2000 de la commune de Pin-Balma », sur le site de l'Inventaire national du patrimoine naturel (consulté le 29 août 2021).
16. ↑  « Liste des ZNIEFF de la commune de Pin-Balma », sur le site de l'Inventaire national du patrimoine naturel (consulté le 29 août 2021).
17. ↑  « Liste des espaces protégés sur la commune de Pin-Balma », sur le site de l'Inventaire national du patrimoine naturel (consulté le 29 août 2021).
18. ↑  « CORINE Land Cover (CLC) - Répartition des superficies en 15 postes d'occupation des sols (métropole). », sur le site des données et études statistiques du ministère de la Transition écologique. (consulté le 14 avril 2021).
19. 1 2 3  « Les risques près de chez moi - commune de Pin-Balma », sur Géorisques (consulté le 17 octobre 2022).
20. ↑  BRGM, « Évaluez simplement et rapidement les risques de votre bien », sur Géorisques (consulté le 10 septembre 2022).
21. ↑  « Dossier départemental des risques majeurs dans la Haute-Garonne », sur haute-garonne.gouv.fr (consulté le 10 septembre 2022), partie 1 -  chapitre Risque inondation.
22. ↑  « Retrait-gonflement des argiles », sur le site de l'observatoire national des risques naturels (consulté le 10 septembre 2022).
23. ↑  « Liste des cavités souterraines localisées sur la commune de Pin-Balma », sur georisques.gouv.fr (consulté le 10 septembre 2022).
24. ↑  art L. 2121-2 du code général des collectivités territoriales.
25. ↑  « Résultats des élections municipales et communautaires 2020 », sur interieur.gouv.fr (consulté le 28 septembre 2020).
26. ↑  « L'Auta : que bufo un cop cado més : organe de la société les Toulousains de Toulouse et amis du vieux Toulouse / gérant P. Mesplé », sur Gallica, 1er mai 1968 (consulté le 30 juillet 2020).
27. ↑  (source : Diffis Jacques maire actuel)
28. ↑  L'organisation du recensement, sur insee.fr.
29. ↑  Calendrier départemental des recensements, sur insee.fr.
30. ↑  Des villages de Cassini aux communes d'aujourd'hui sur le site de l'École des hautes études en sciences sociales.
31. ↑  Fiches Insee - Populations de référence de la commune pour les années 2006, 2007, 2008, 2009, 2010, 2011, 2012, 2013, 2014, 2015, 2016, 2017, 2018, 2019, 2020, 2021 et 2022.
32. 1 2 3 4 5  INSEE, « Population selon le sexe et l'âge quinquennal de 1968 à 2012 (1990 à 2012 pour les DOM) », sur insee.fr, 15 octobre 2015 (consulté le 10 janvier 2016).
33. ↑  INSEE, « Populations légales 2006 des départements et des collectivités d'outre-mer », sur insee.fr, 1er janvier 2009 (consulté le 8 janvier 2016).
34. ↑  INSEE, « Populations légales 2009 des départements et des collectivités d'outre-mer », sur insee.fr, 1er janvier 2012 (consulté le 8 janvier 2016).
35. ↑  INSEE, « Populations légales 2013 des départements et des collectivités d'outre-mer », sur insee.fr, 1er janvier 2016 (consulté le 8 janvier 2016).
36. ↑  http://www.clinique-aufrery.fr/
37. ↑  http://www.mairie-pin-balma.fr/Associations/tennis-club
38. ↑  http://www.toulouse-metropole.fr/missions/dechets-proprete
39. ↑  « Entreprises à Pin-Balma », sur entreprises.lefigaro.fr (consulté le 12 février 2022).
40. ↑  « Les régions agricoles (RA), petites régions agricoles(PRA) - Année de référence : 2017 », sur agreste.agriculture.gouv.fr (consulté le 12 février 2022).
41. ↑  Présentation des premiers résultats du recensement agricole 2020, Ministère de l’agriculture et de l’alimentation, 10 décembre 2021
42. 1 2  « Fiche de recensement agricole - Exploitations ayant leur siège dans la commune de Pin-Balma - Données générales », sur recensement-agricole.agriculture.gouv.fr (consulté le 12 février 2022).
43. ↑  « Fiche de recensement agricole - Exploitations ayant leur siège dans le département de la Haute-Garonne » (consulté le 12 février 2022).
44. 1 2  Mairie de Pin Balma, « Echo de la seillone »(Archive.org • Wikiwix • Archive.is • Google • Que faire ?), juillet 2019 (consulté en janvier 2021).